# Eligiusz Małolepszy
Eligiusz Stefan Małolepszy (ur. 1963) – polski historyk, dr hab. nauk o kulturze fizycznej, profesor nadzwyczajny Katedry Polityki Społecznej, Pracy Socjalnej i Turystyki, dziekan Wydziału Nauk Społecznych Uniwersytetu Humanistyczno-Przyrodniczego im. Jana Długosza w Częstochowie.

## Życiorys
16 maja 1995 obronił pracę doktorską Dzieje kultury fizycznej i przysposobienia wojskowego w powiecie częstochowskim w latach 1918-1939, 8 listopada 2005 habilitował się na podstawie oceny dorobku naukowego i pracy zatytułowanej Kultura fizyczna w działalności wiejskich organizacji młodzieżowych II Rzeczypospolitej. Objął funkcję profesora nadzwyczajnego w Katedrze Polityki Społecznej, Pracy Socjalnej i Turystyki, a także dziekana na Wydziale Nauk Społecznych Uniwersytetu Humanistyczno-Przyrodniczego im. Jana Długosza w Częstochowie.
Był prorektorem Akademii im. Jana Długosza w Częstochowie.
W 2021 odznaczony Srebrnym Krzyżem Zasługi.

## Publikacje
- 1997: Historia kultury fizycznej : przewodnik bibliograficzny dla studentów[1]
- 2002: Kultura fizyczna w działalności Centralnego Związku Młodzieży Wiejskiej "Siew" i Centralnego Związku Młodej Wsi w latach 1919-1939[1]
- 2013: Podstawy turystyki : przewodnik bibliograficzny dla studentów[1]
- 2014: Wychowanie fizyczne i sport w działalności organizacji młodzieżowych i społecznych na wsi w województwie łódzkim w latach 1919-1939[1]